# 기타가타정
기타가타정(일본어: 北方町)은 일본 기후현 남서부 노비평야의 북부에 있는 이비군의 정이다.
기후현 내의 시정촌 중에서 면적이 가장 작고 인구밀도가 가장 높다. 현재 모토스군의 유일한 정이다.

## 지리
지역 전체가 노비평야의 일부이며 산은 없다. 정 안에는 덴노강, 이토누키강, 하세강이 남북으로 흐르고 있다.

## 역사
- 811년 - 홍법대사 구카이에 의해 엔쿄지(円鏡寺)가 창건되었다.
- 1889년 7월 1일 - 정으로 승격해 기타가타촌에서 기타가타정이 되었다.

## 인구
|                                                | |
| 기타가타정의 전국의 연령별 인구 분포（2005년） | 기타가타정의 연령·남녀별 인구 분포（2005년）                                                                           |
| ■자주색 ― 기타가타정 ■녹색 ― 일본전국          | ■파랑색 ― 남자 ■빨간색 ― 여자                                                                                          |
| · 기타가타정（에 해당되는 지역）의 인구추이    | |
| 일본 총무성 통계국 국세조사 결과               | |
|                                                | 기술적 문제로 인해 그래프를 일시적으로 사용할 수 없습니다. 파브리케이터와 미디어위키 위키에 더 자세한 정보가 있습니다. |

## 교통

### 도로
- 국도 157호선